# محمد پورسرتیپ
محمد پورسرتیپ سکوند (خرم‌آباد، ۱۲۹۷ - ۱۳۸۵ ونکوور) در سال ۱۳۲۵ موفق به اخذ مدرک لیسانس حقوق سیاسی شد. پورسرتیپ سفیر ایران در اتریش، اسپانیا و سوریه بود.